# Szangbong állomás
Szangbong (Sangbong) állomás a szöuli metró 7-es, Kjongi–Csungang (Gyeongui–Jungang) és Kjongcshun (Gyeongchun) vonalának állomása.

## Viszonylatok
| 7-es vonal                                              | 7-es vonal                                                                       | 7-es vonal                                                      |
| ------------------------------------------------------- | -------------------------------------------------------------------------------- | --------------------------------------------------------------- |
| Csunghva (Junghwa) Csangam (Jangam) felé                | 7-es vonal                                                                       | Mjonmok (Myeonmok) Puphjong-ku cshong (Bupyeong-gu cheong) felé |
| Kjongi–Csungang (Gyeongui–Jungang)                      |                                                                                  |                                                                 |
| Csungnang (Jungnang) Munszan (Munsan) felé              | Jongszan (Yongsan) expresszvonat Kjongi–Csungang (Gyeongui–Jungang) személyvonat | Mangu Csiphjong (Jipyeong) felé                                 |
| Högi (Hoegi) Munszan (Munsan) felé                      | Csungang (Jungang) expresszvonat                                                 | Kuri (Guri) Csiphjong (Jipyeong) felé                           |
| Kjongcshun (Gyeongchun) vonal                           |                                                                                  |                                                                 |
| Csungnang (Jungnang) Cshongnjangni (Cheongnyangni) felé | Kjongcshun (Gyeongchun) vonal                                                    | Mangu Cshuncshon (Chuncheon) felé                               |
| Kvangun (Gwangun) Egyetem végállomás felé               | Mangu vonal                                                                      | Mangu Cshuncshon (Chuncheon) felé                               |
| ITX                                                     |                                                                                  |                                                                 |
| Cshongnjangni (Cheongnyangni) Jongszan (Yongsan) felé   | Kjongcshun (Gyeongchun) vonal                                                    | Thögjevon (Toegyewon) Cshuncshon (Chuncheon) felé               |